# 夏川大二郎
夏川 大二郎（なつかわ だいじろう、1913年8月31日 - 1987年7月16日）は、日本の俳優。

## 経歴
1913年（大正2年）8月31日、斎藤大二郎として東京市芝区桜田本郷町(現在の東京都港区西新橋)に生まれる。
1919年（大正8年）に映画芸術協会製作の『生の輝き』に姉の夏川静枝と共に夏川大吾の芸名で子役で出演した。
1933年（昭和8年）日活太秦撮影所に監督見習いとして入社、その後、俳優に転向し1934年（昭和9年）に日活映画でデビューした。
1940年（昭和15年）五所平之助監督『木石』などに主演。
戦後は脇役として、1946年（昭和21年）『瀧の白糸』、1949年（昭和24年）『透明人間現わる』などに出演した。

## 家族・親族
俳優の佐々木積は義父、女優の夏川静江は実姉、夏川かほるは姪。

## 出演映画

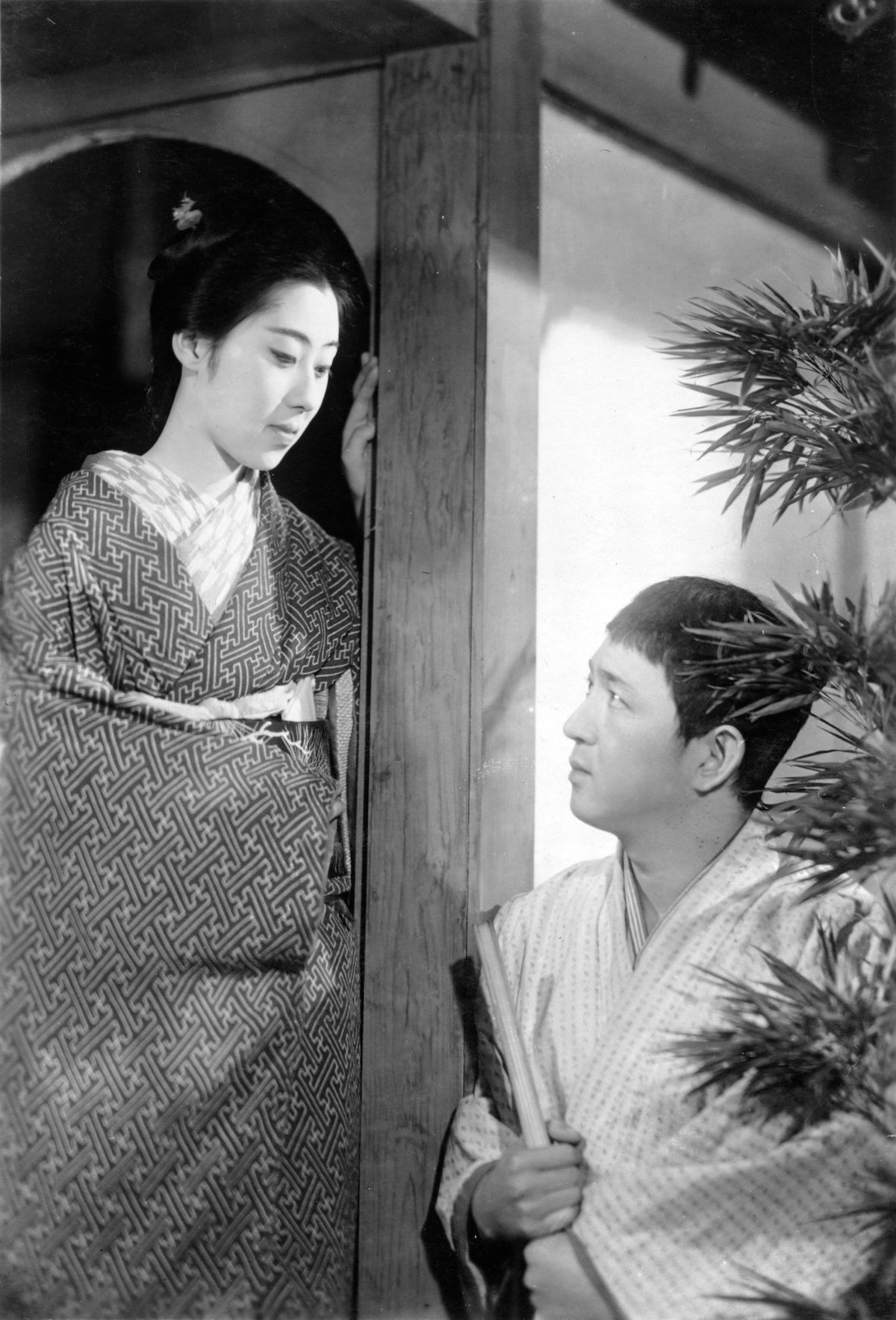
左から山田五十鈴、夏川大二郎、1935年 『折鶴お千』

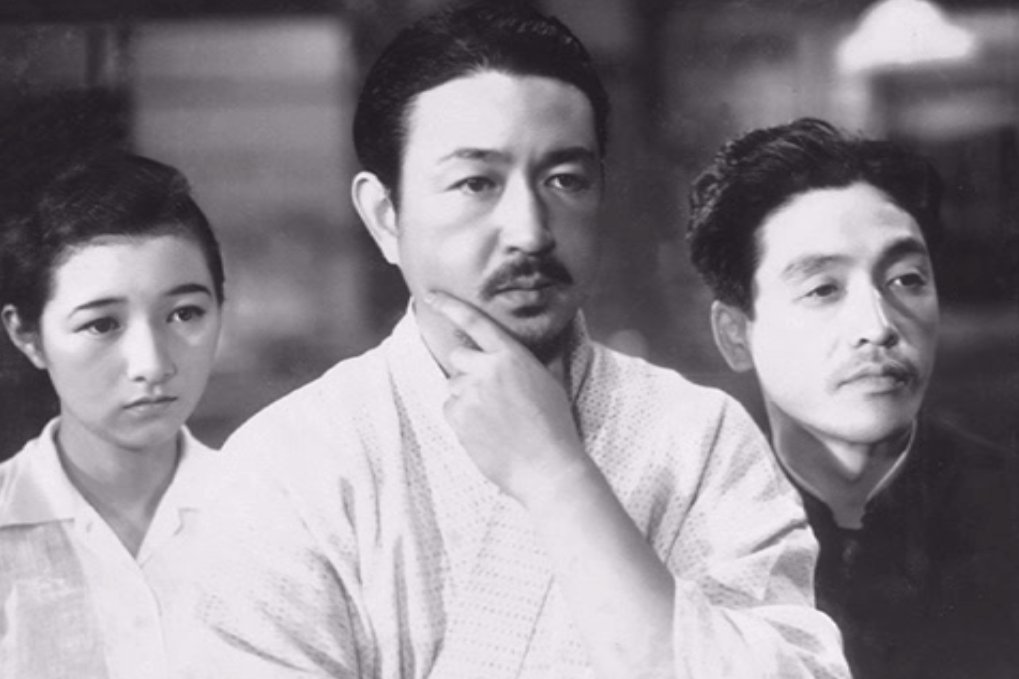
左から高峰秀子、夏川大二郎、藤原釜足、1941年 『秀子の車掌さん』

以下に日本映画データベースに従い公開日、作品名、製作会社、役名を記載。
一部KINENOTEに従い追加。
- 1919年9月13日　『生の輝き』 　映画芸術協会　- 照子の弟（夏川大吾名義）
- 1934年3月22日　『さくら音頭』　監督渡辺邦男・マキノ正博　日活太秦
- 1934年5月10日　『心の太陽 前後篇』 　日活太秦　- 杉本時彦
- 1934年5月17日　『忠臣蔵 刃傷篇 復讐篇』 　日活京都　- 大石主税
- 1934年6月28日　『三家庭』 　日活多摩川　- 隆一
- 1934年9月1日　『愛憎峠』 　日活多摩川　- 森田繁
- 1934年11月29日　『建設の人々』 　第一映画　- その弟　勇
- 1935年1月20日　『折鶴お千』 　第一映画　- 秦宗吉
- 1935年5月9日　『お六櫛』 　第一映画　- 太吉
- 1935年5月30日　『マリアのお雪』 　第一映画　- 朝倉晋吾
- 1935年10月8日　『父帰る母の心』 　第一映画　- 弟新二郎
- 1935年10月31日　『虞美人草』 　第一映画　- 宗近一
- 1935年12月5日　『男の友情』 　第一映画
- 1936年1月30日　『たった一人の女』 　第一映画　- 六つ又の和四郎
- 1936年6月20日　『金鉱』 　第一映画
- 1936年6月25日　『自由の天地』 　松竹大船　- 松岡貫太郎
- 1936年9月18日　『少年航空兵』 　松竹大船
- 1936年10月22日　『男の街』 　第一映画
- 1936年10月22日　『涙の消灯喇叭』 　第一映画
- 1936年12月10日　『青春満艦飾』 　松竹大船　- 村川
- 1937年1月21日　『恋愛無敵艦隊』 　松竹大船　- 寛
- 1937年6月10日　『金色夜叉』 　松竹大船　- 間貫一
- 1937年8月13日　『男の償ひ 前篇』 　松竹大船　- 番頭・喜之助
- 1937年8月24日　『男の償ひ 後篇』 　松竹大船　- 番頭・喜之助
- 1937年12月2日　『浅草の灯』 　松竹大船　- ポカ長・神田長次郎
- 1938年1月6日　『鼻唄お嬢さん』 　松竹大船
- 1938年3月17日　『新しき翅』 　松竹大船
- 1938年4月14日　『螢の光』 　松竹大船　- 有賀恭爾
- 1938年4月28日　『半処女』 　松竹大船
- 1938年6月24日　『純情夫人』 　松竹大船
- 1938年7月21日　『炎の詩』 　松竹大船
- 1938年8月11日　『純情哀詩 宵待草』 　松竹大船
- 1938年11月3日　『結婚の宿題』 　松竹大船
- 1938年11月20日　『第一線の人々』 　松竹大船
- 1938年12月1日　『日本人 明治篇』 　松竹大船
- 1938年12月1日　『日本人 昭和篇』 　松竹大船
- 1938年12月15日　『母の歌 前篇（誓）』 　松竹大船
- 1938年12月15日　『母の歌 後篇（縁）』 　松竹大船
- 1939年1月14日　『居候は高鼾』 　松竹大船　- 二郎
- 1939年1月20日　『向日葵娘』 　松竹大船
- 1939年3月15日　『愛情部隊』 　松竹大船
- 1939年4月13日　『春雷 前篇 愛路篇』 　松竹大船
- 1939年4月13日　『春雷 後篇 審判篇』 　松竹大船
- 1939年6月1日　『新女性問答』 　松竹大船
- 1939年6月29日　『栄華絵巻』 　松竹大船
- 1939年8月5日　『日本の妻 前篇 流転篇 後篇 苦闘篇』 　松竹大船
- 1939年9月28日　『女人新生』 　松竹大船
- 1939年11月1日　『花嫁競争』 　松竹大船　- 根室龍吉
- 1939年12月17日　『母は強し』 　松竹大船
- 1940年1月6日　『愛染椿』 　松竹大船
- 1940年3月14日　『四季の夢』 　松竹大船
- 1940年4月17日　『征戦愛馬譜 暁に祈る』 　松竹大船　- 冬木清一
- 1940年8月1日　『木石』 　松竹大船　- 二桐
- 1940年9月12日　『結婚青春』 　松竹大船
- 1941年4月16日　『女性新装』 　南旺映画
- 1941年7月30日　『結婚の生態』 　南旺映画
- 1941年9月17日　『秀子の車掌さん』 　南旺映画　- 小説家・井川
- 1946年10月1日　『瀧の白糸』 　大映京都　- 村越欣弥
- 1946年12月3日　『二死満塁』 　大映東京　- 山田五郎
- 1949年4月24日　『母三人』 　大映東京
- 1949年6月12日　『母恋星』 　大映京都　- 市橋高夫
- 1949年9月26日　『透明人間現わる』 　大映東京　- 瀬木恭介
- 1949年12月27日　『蛇姫道中』 　大映京都　- 左之助
- 1950年1月3日　『続蛇姫道中』 　大映京都　- 左之助
- 1950年5月13日　『禿鷹（コンドル）』 　大映京都
- 1950年7月8日　『海賊島』 　大映京都
- 1950年9月9日　『虚無僧屋敷』 　大映京都
- 1952年5月29日　『月形半平太』 　松竹京都　- 藤岡九十郎
- 1952年8月14日　『丹下左膳』 　松竹京都　- 徳川吉宗
- 1953年2月12日　『花吹く風』 　松竹京都　- 片山社長
- 1953年3月8日　『朝焼け富士 前篇』 　東映京都　- 土井大炊頭
- 1953年3月17日　『朝焼け富士 後篇』 　東映京都　- 土井大炊頭
- 1954年7月6日　『関八州勢揃い』 　新東宝　- 田崎草雲
- 1954年11月1日　『竜虎八天狗 第一部 水虎の巻』 　東映京都　- 斎藤監物
- 1954年11月8日　『竜虎八天狗 第二部 火龍の巻』 　東映京都　- 斎藤監物
- 1954年11月12日　『竜虎八天狗 第三部 鳳凰の巻』 　東映京都　- 斎藤監物
- 1954年11月20日　『竜虎八天狗 完結篇 追撃の巻』 　東映京都　- 斎藤監物
- 1955年7月30日　『源義経』 　東映京都　- 隆恵[5]
- 1955年8月29日　『牢獄の花嫁』 　東映京都　- 川瀬伝八郎
- 1955年11月1日　『薩摩飛脚 前篇』 　東映京都　- 柴田左十郎
- 1957年8月10日　『夜の鴎』 　東宝　- 沢田
- 1957年8月21日　『海の野郎ども』 　日活　- 代理店長
- 1957年10月1日　『喜びも悲しみも幾歳月』 　松竹　- 佐渡大場台長
- 1958年2月11日　『花嫁三重奏』 　東宝　- 深井（画家）
- 1966年4月29日　『暖流』 　松竹大船　- 金谷内科部長
- 1969年7月26日　『やくざ非情史 刑務所兄弟』 　日活　- 麻生勝市
- 1969年10月8日　『やくざ非情史 血の盃』 　日活　- 畑中克衛

## テレビドラマ
- 1957年8月28日-9月25日 KR（現TBS） 「名作劇場」 永すぎた春
- 1957年10月28日 NHK 獣の行方
- 1958年10月30日 NHK 卒塔婆小町
- 1960年1月10日 NET（現：テレビ朝日） 『NECサンデー劇場』兄とその妹
- 1960年5月22日 KR『東芝日曜劇場』 白鷺
- 1961年1月9日-4月24日 フジテレビ 「スリラー劇場」波の塔
- 1961年8月26日 フジテレビ「夜の十時劇場」母子裸像
- 1961年9月5日 フジテレビ『シャープ火曜劇場』母子草
- 1961年10月2日-12月25日 フジテレビ 挽歌
- 1962年2月1日, 2月8日 日本テレビ『武田ロマン劇場』新雪
- 1962年4月2日-7月30日 NET 『黒龍劇場』風の視線
- 1962年8月16日-17日 NHK「松本清張シリーズ・黒の組曲」1作 球形の荒野
- 1962年11月29日-30日 NHK 「松本清張シリーズ・黒の組曲」誤差 - 竹田宗一
- 1963年5月5日 日本テレビ 「ダイヤル110番」 294話 空からの暗い眺め
- 1963年9月29日 NET 『シオノギ日本映画名作ドラマ』 浅草の灯
- 1964年3月3日 日本テレビ 『男嫌い』 47話「恋の学校」
- 1964年5月6日 フジテレビ『一千万人の劇場』 「小さき闘い」
- 1964年8月24日-11月2日 NET「ポーラ名作劇場」波の塔
- 1965年5月6日 NHK 『風雪』55話「明治の元勲 山県有朋と伊藤博文」 - 大山巌
- 1967年12月19日 日本テレビ 『ローンウルフ 一匹狼』 10話 「拾った女」
- 1969年4月1日 日本テレビ 『五人の野武士』 26話 「天下を蹴る」
- 1971年1月5日-12月28日 NET 大忠臣蔵 - 大友近江守
- 1973年4月3日-6月26日 日本テレビ 『火曜劇場』「加那子という女」
- 1973年8月4日 東京12チャンネル（現・テレビ東京）『旅人異三郎』 第20話「夫婦の契りが激流に乱れた」 - 彦兵衛
- 1974年10月1日-1975年3月25日 NET 「テレビスター劇場」華麗なる一族 - 松平永之助（日本銀行総裁）

## 舞台
- 1959年 早稲田大学記念会堂（戸山キャンパス）『ジュリアス・シーザー』
- 1968年9月1日-10月27日 芸術座 『さぶ』 - 徳兵衛